# Medalia lui Gianfrancesco I Gonzaga

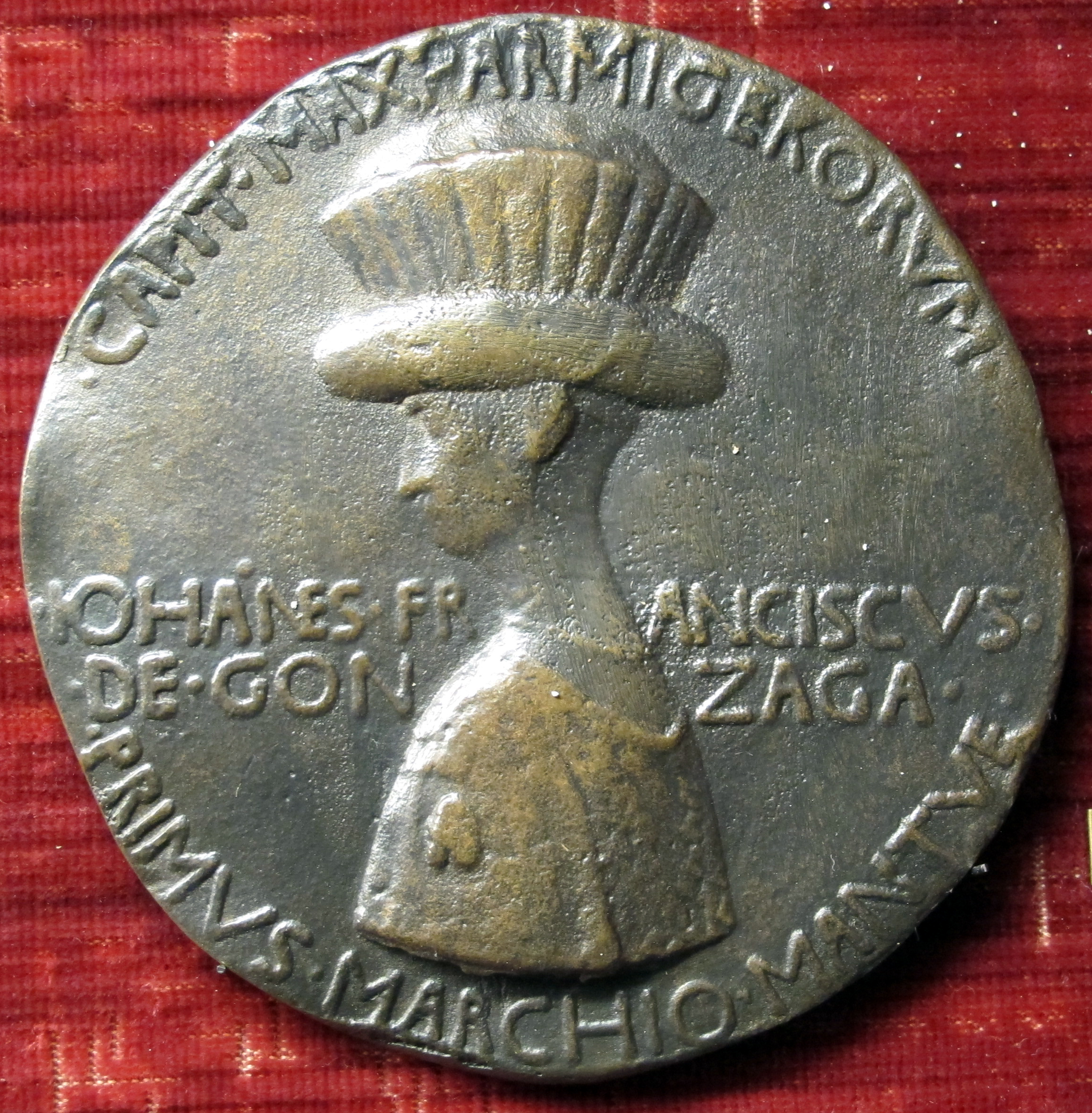
Medalia lui Gianfrancesco I Gonzaga (avers); vezi descrierea

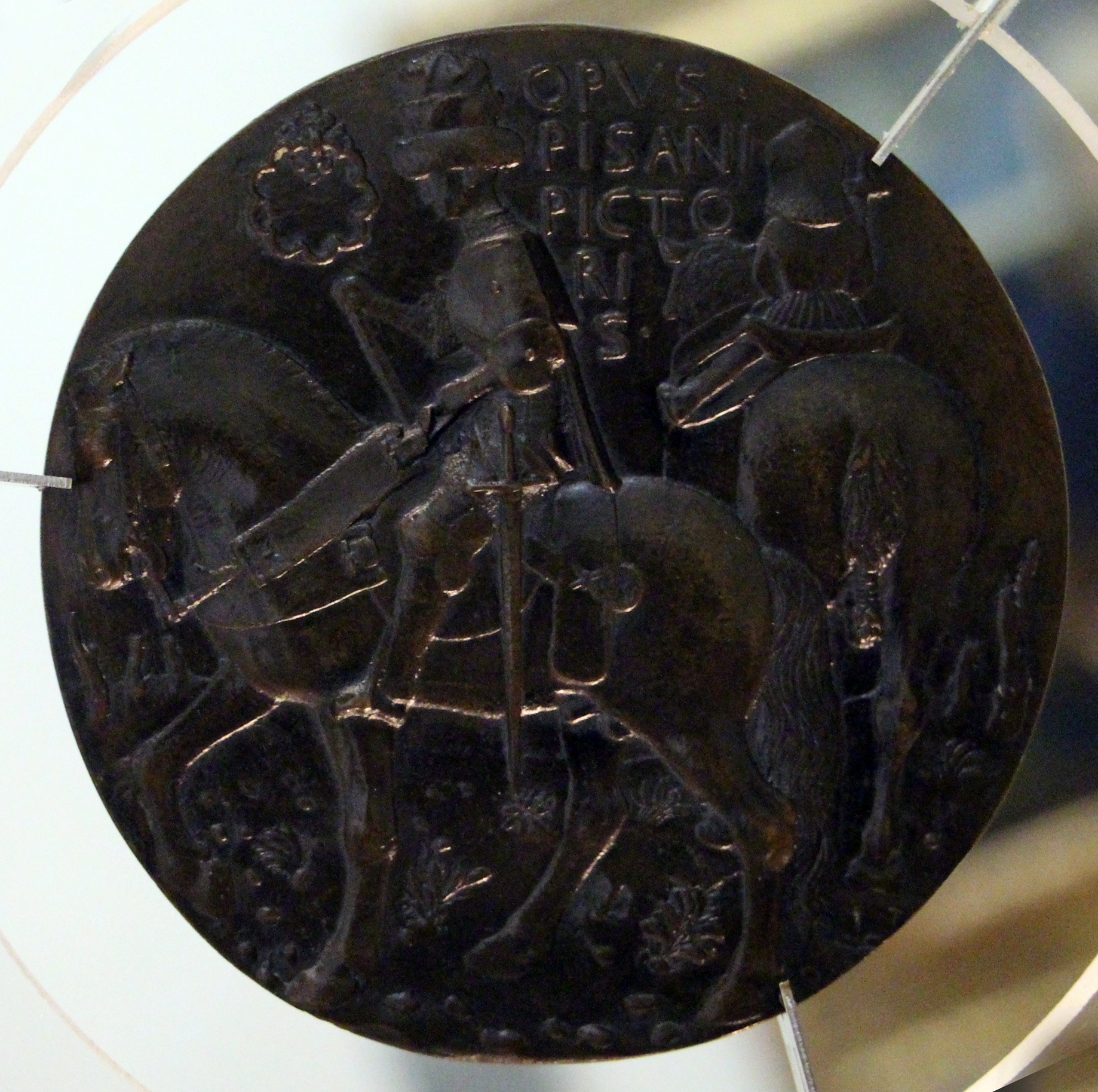

Medalia lui Gianfrancesco I Gonzaga a fost realizată din bronz, de artistul italian Pisanello, prin anii 1439-1440, și are diametrul de 10 cm.

## Istorie
După ce a creat celebra medalie a lui Ioan al VIII-lea Paleologul (1438), restabilind tradiția așezării unor efigii ale unor persoane în viață, ca și pe monedele romane, Pisanello a fost foarte solicitat de către curțile italiene, creând vreo douăzeci de medalii.
Între primii care l-au solicitat a fost ducele de Mantova, Gianfrancesco I Gonzaga, la putere din 1433. Lucrarea i-a fost solicitată în 1439-1440, când Pisanello se afla în orașul Mantova și participa la asediul Veronei, urmându-l pe Gonzaga și pe condotierul Niccolò Piccinino, căruia i-a dedicat și lui o medalie.

## Descriere
Lucrarea a fost creată cu intenția clară de celebrare, în mod cinstit fără retorică gratuită, fiind capabilă să sublinieze autoritatea persoanei reprezentate, cu o utilizare restrânsă a elementelor decorative.
Pe aversul medaliei este gravată efigia din profil a lui Gonzaga în formă de bust, spre stânga, purtând o pălărie arătoasă și haine împodobite reproducând un damasc prețios. Putem citi inscripția latină  CAPIT MAXI ARMIGERORVM (« Căpitanul suprem al armatei »),  MARCHIO MANTVE  («marchiz al Mantovei»), iar în centru numele în latină:  IOHANES FR ANCISCVS / DE GON ZAGA .
Pe revers, se vede marchizul în armură, cu o pălărie mai mare și cu bastonul de comandă călare, la pas, spre stânga, pe o pajiște înflorită. Sus se vede un ciocănaș de formă polilobată, care are funcția de a umple un spațiu care altfel ar fi părut prea gol. În spatele lui se  află un cavaler reprezentat din spate, într-un mod nefinisat, care este o „citare” limpede a reversului medaliei lui Ioan al VIII-lea Paleologul. În partea dreaptă, sus, se poate citi înscrisul, în latină:  OPVS PISANI PICTORIS   («Operă a pictorului Pisan[ell]o».